# Pachycondyla obesa
Pachycondyla obesa är en myrart som först beskrevs av Carlo Emery 1897.  Pachycondyla obesa ingår i släktet Pachycondyla och familjen myror. Inga underarter finns listade i Catalogue of Life.